# Mojsławice-Kolonia
Mojsławice-Kolonia – wieś w Polsce położona w województwie lubelskim, w powiecie hrubieszowskim, w gminie Uchanie.
| SIMC    | Nazwa       | Rodzaj    |
| ------- | ----------- | --------- |
| 1026645 | Żabi Majdan | część wsi |

W latach 1975–1998 miejscowość administracyjnie należała do województwa zamojskiego. 
Wieś stanowi sołectwo gminy Uchanie.  Według Narodowego Spisu Powszechnego z roku 2011 wieś liczyła 151 mieszkańców i była dwunastą co do liczby ludności miejscowością gminy.
Wierni Kościoła rzymskokatolickiego należą do parafii św. Apostołów Piotra i Pawła w Moniatyczach.